# نانسي ماري براون
نانسي ماري براون (بالإنجليزية: Nancy Marie Brown)‏ هي كاتِبة أمريكية، ولدت في 1960.